# دالکندورف
دالکندورف (به آلمانی: Dalkendorf) یک شهر در آلمان است که در Rostock District واقع شده‌است. دالکندورف ۳۰۲ نفر جمعیت دارد.